# ウェルキャブ
ウェルキャブ（Welcab）は、トヨタ自動車の福祉改造車両。TECS（Toyota Excellent Conversion Series）と称するメーカー完成特装車（一部メーカーオプション設定やインライン架装がある）にあたる。主な架装メーカーにトヨタ車体やトヨタ自動車東日本などがある。

## 名前の由来
「Welfare（福祉）」「Well（健康）」「Welcome（温かく迎える）」と「Cabin（客室）」を合わせた造語。以前は「ハンディキャブ」と呼ばれていたが、1996年に誰もが親しみやすい名前として変更された。

## 種類

### シートでの乗り降りをサポートするタイプ
助手席ターンチルトシート車
助手席が手動で回転して座面と背もたれが前傾（チルト）するタイプ。
- アクア
- シエンタ
- ヤリス

助手席リフトアップシート車
助手席が電動で回転し、車外へ大きくスライドダウンするタイプ。乗り降りの位置に合わせてシートの高さ調節が可能。小型設計によりコンパクトカーに採用されている。
- ルーミー

助手席リフトアップチルトシート車
助手席が電動で回転し、車外へスライドダウン且つ前傾（チルト）するタイプ。ミニバンに採用されており、3代目ノア/ヴォクシーの助手席リフトアップシート車から移行する形で設定されている。
- ノア
- ヴォクシー

サイドリフトアップチルトシート装着車
セカンドシートが電動で回転し、車外へ大きくスライドダウン且つ前傾（チルト）するタイプ。ミニバンで採用されている。
- ノア
- ヴォクシー
- アルファード

ウェルジョイン
手すりと電動格納式大型ステップを装備することで、多人数の送迎を可能にするタイプ。ノアはセカンドシートの左側を廃した2人掛けの専用仕様となる。
- ノア
- ハイエース

### 車いすのまま乗り降りするタイプ

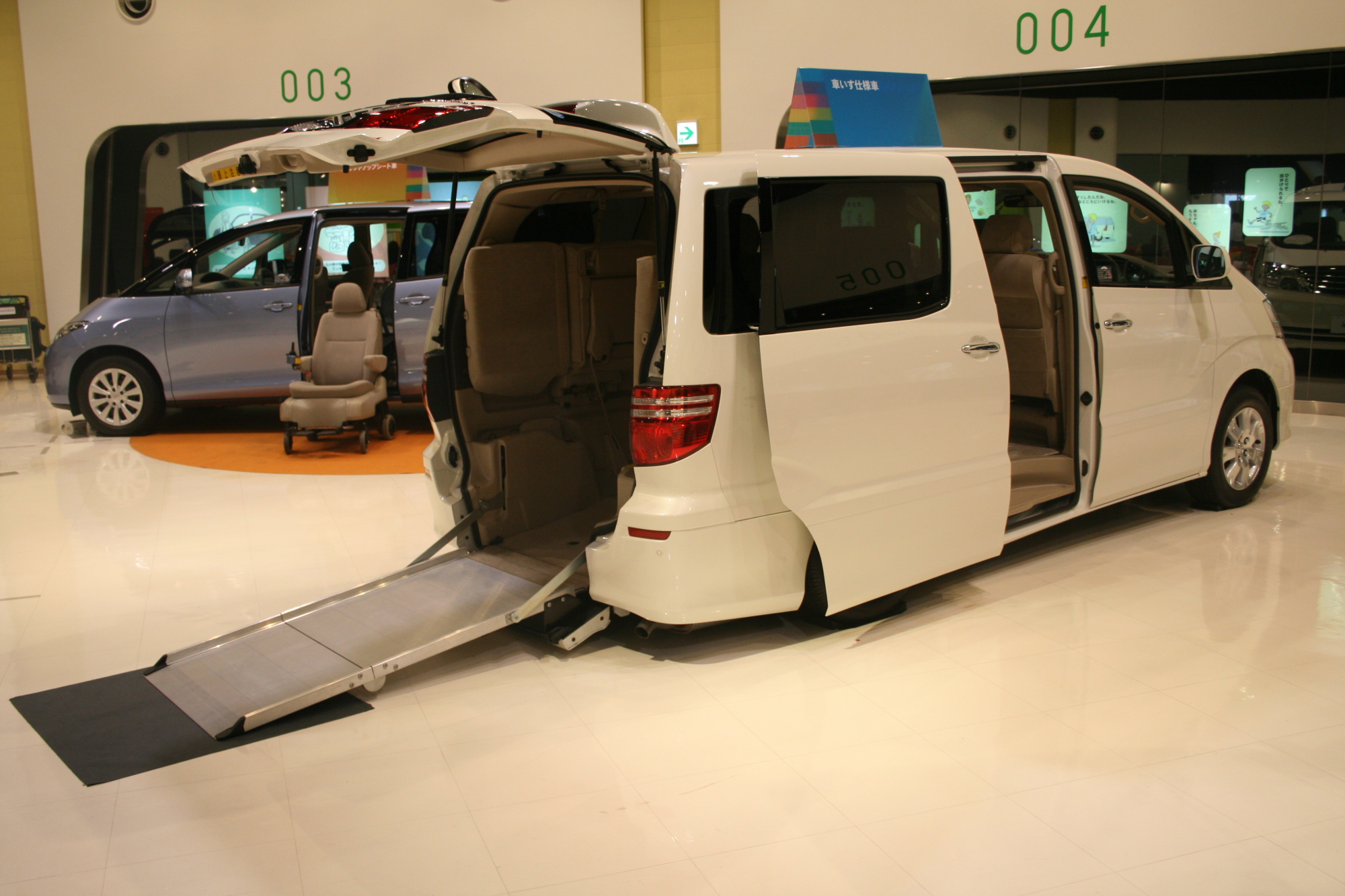
車いす仕様車 スロープタイプ
※写真は初代アルファード

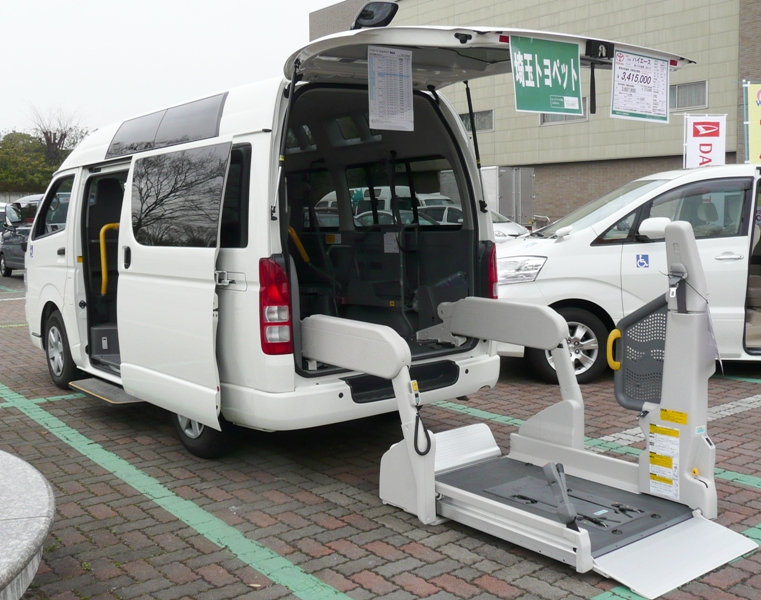
車いす仕様車 リフトタイプ
（ハイエース）

車いす仕様車
車いすやストレッチャーのまま乗り降り可能なタイプ。スロープタイプとリフトタイプがあり、スロープタイプはメーカーオプションでスロープを電動式に変更可能。主に、福祉施設や福祉タクシーとして使用されている。スロープタイプの全ての車種で一部の仕様が型式指定となっており、持ち込み登録を不要にしている。
スロープタイプ
- シエンタ
- ノア
- ヴォクシー

リフトタイプ
- ハイエース

### 自身の運転でサポートするタイプ
フレンドマチック取付用専用車
運転補助装置を取り付ける架装ベースタイプ。パワーステアリングが通常よりも少ない操作力で動かせる専用設計となり、運転席にはリモコン式の専用パワーシートなどが設定されている。さらに、車いすからの移動や車いすからの移動や格納を車いす使用者が独力で可能にする各種アシスト機能（ウェルライド・ウェルキャリー）が用意されているものも有る。
- アクア
- シエンタ

### かつて設定されていた車種

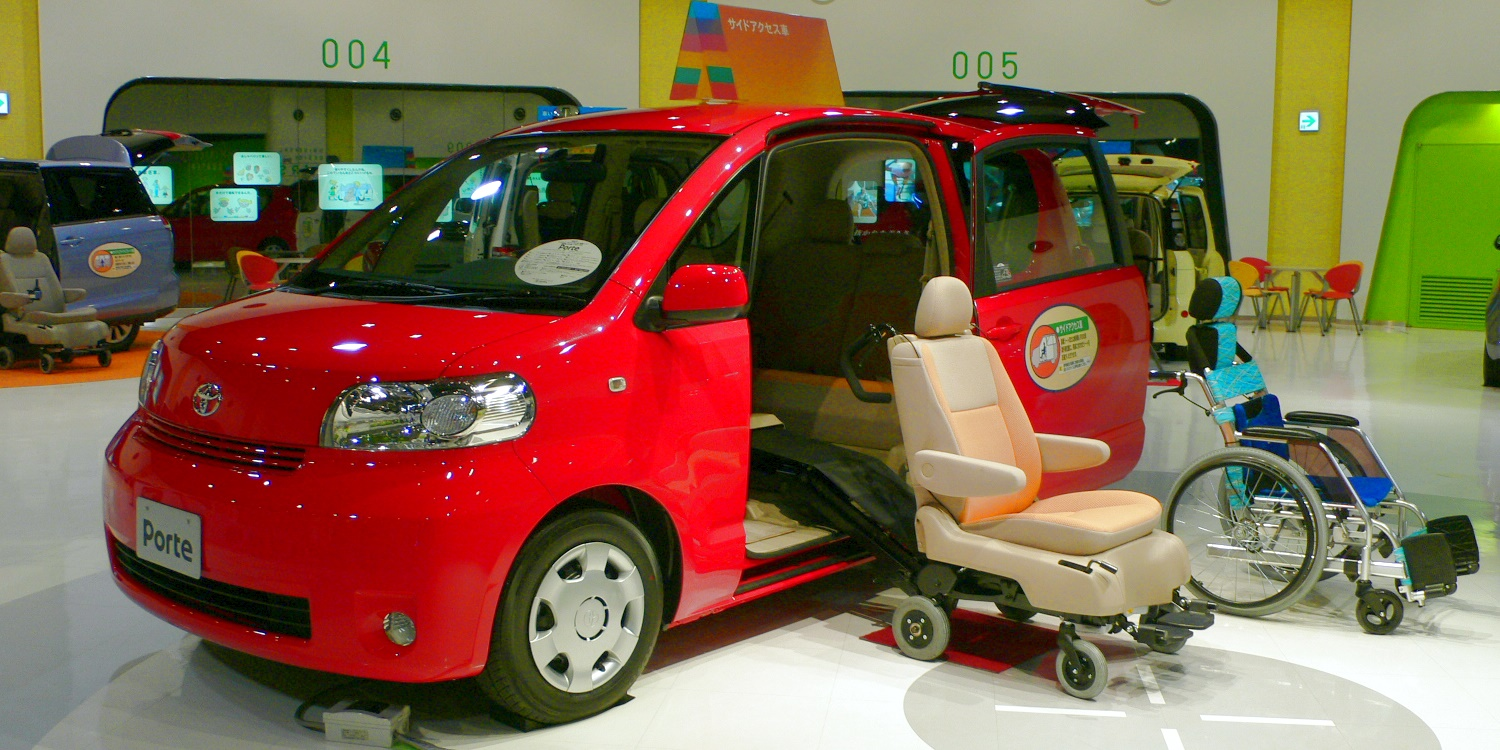
ポルテ
サイドアクセス車

以下では、ベース車両の生産終了などによりウェルキャブでの設定を終了した車種を述べる。
- アイシス（助手席回転リフトアップシート車/サイドリフトアップシート車）
- アリオン（助手席回転スライドシート車/フレンドマチック取付用専用車）
- アルファード（サイドリフトアップシート車(脱着タイプ)）
- ist（助手席回転リフトアップシート車）
- イプサム（助手席回転リフトアップシート車）
- ウィッシュ（助手席回転リフトアップシート車/フレンドマチック取付用専用車）
- ヴィッツ（助手席回転スライドシート車/助手席回転リフトアップシート車/フレンドマチック取付用専用車）
- ヴェルファイア（助手席回転リフトアップシート車/サイドリフトアップシート車/車いす仕様車 スロープタイプ/フレンドマチック取付用専用車）
- エスティマ/エスティマハイブリッド（助手席回転リフトアップシート車/サイドリフトアップシート車/フレンドマチック取付用専用車）
- エスティマ エミーナ/エスティマ ルシーダ（サイドリフトアップシート車）
- カローラアクシオ（助手席回転スライドシート車）
- カローラフィールダー（助手席回転スライドシート車/フレンドマチック取付用専用車）
- カローラ ルミオン（助手席回転スライドシート車）
- クラウン コンフォート（後席回転シート車）
- クラウン ロイヤルサルーン（助手席回転スライドシート車）
- コースター（車いす仕様車 リフトタイプ）
- コンフォート（後席回転シート車）
- スペイド（助手席リフトアップシート車）
- タンク（助手席リフトアップシート車）
- パッソ（助手席回転リフトアップシート車）
- プレミオ（助手席回転スライドシート車/フレンドマチック取付用専用車）
- プリウスα（フレンドマチック取付用専用車）
- ポルテ（助手席回転リフトアップシート車/サイドアクセス車）
- マークX ジオ（助手席回転リフトアップシート車）
- ラウム（助手席回転スライドシート車/助手席回転リフトアップシート車/後席回転シート車） - 助手席回転スライドシート車は「フレンドリーシート」としてメーカーオプション設定されていた。
- ラクティス（助手席回転スライドシート車/助手席回転リフトアップシート車/車いす仕様車 スロープタイプ/フレンドマチック取付用専用車） - 車いす仕様車 スロープタイプは日本国内での車いす仕様車で初めて型式指定された（タイプI・助手席側リアシート付のみ）。
- レジアスエース（車いす仕様車 リフトタイプ）

## いつでもウェルキャブ
「いつでもウェルキャブ」は既販車に後付けで装着可能なメーカー純正の福祉用品。ユーザーのライフスタイルの変化に合わせて既販車に「ウェルキャブ」の機能を後から追加できるように開発された。
2022年8月23日に助手席ターンチルトシート、同年9月26日に車いす収納装置が順次発売された。
助手席ターンチルトシートは座席を手動で回転・前傾することで足を地面に着けたまま、またがずに乗降が可能となる装置。車いす収納装置はスイッチ操作で車いすを容易にラゲージ内へ収納可能にする装置で、着脱式とすることで不要な時は外しておくことでラゲッジスペースの有効利用が可能となる。
対象車種は以下の通り。対象車種は今後拡大予定である。
また、購入に加え、一部の地域では豊通オールライフ（豊田通商の子会社）を通じたレンタルサービスも受け付けており、7ヶ月以降に中古価格にて購入（買取）することも可能である。
- 助手席ターンチルトシート
  - シエンタ（2代目・3代目で対応）、アクア（初代・2代目共に対応）、ヤリス、プリウス（4代目）、プリウスPHV（2代目）
- 車いす収納装置
  - シエンタ（3代目）、アクア（初代・2代目共に対応）、ヤリス、プリウス（4代目）、ルーミー、タンク

## 展示場

### ハートフルプラザ
ウェルキャブ車専用の展示場。全国10箇所に専用展示場があり、常に10台以上の福祉車両車が展示されていて体感できる。またカスタマイズの相談も受けている。

### ウェルキャブステーション
全国のトヨタ販売店が福祉車両を充実させた展示場のこと。バリアフリーを導入した展示場で、商品知識が豊富なスタッフを配置する。

### その他
MEGAWEBやアムラックス、トヨタウェルモール、第44回東京モーターショーなどでも展示している。